# Manuel Bento
Manuel Galrinho Bento (Golegã, 25 juni 1948 – Barreiro, 1 maart 2007) was een Portugees voetbaldoelman. Hij speelde voor FC Barreirense van 1969 tot 1971/72 en voor Benfica van 1972/73 tot 1991/92. Ook verdedigde hij 63 keer het doel van het Portugees voetbalelftal van 1976 tot 1986.

## Erelijst
SL Benfica
- Portugees kampioen (8)

1972/73, 1974/75, 1975/76, 1976/77, 1980/81, 1982/83, 1983/84, 1986/87, 1988/89, 1990/91
- Beker van Portugal (6)

1979/80, 1980/81, 1982/83, 1984/85, 1985/86, 1986/87
- SuperCup Cândido de Oliveira (2)

1979/80, 1984/85
- Portugees voetballer van het jaar

1977